# فلورا نیوبیگین
فلورا نیوبیگین (زاده ۱۹۸۳) بازیگری بریتانیایی است که اولین بازی خود را در فیلم قرض‌کنندگان در سال ۱۹۹۷ در نقش آریتی کلاک کرد، که او برای این فیلم نامزد جایزه هنرمند جوان شده بود. فلورا در حال حاضر معلمی در آکادمی پیمیلیکو در وست مینستر، لندن است.

## فیلم‌ها
- نمایش جوانه زدن (پیپ شو) در نقش والریا (۲۰۰۳)
- شهر هالبی در نقش لارا بردلی (۲۰۰۱)
- راه رفتن بر روی ماه در نقش سوزان (۱۹۹۹)
- قرض‌کنندگان در نقش آریتی کلاک (۱۹۹۷)